# Tigerton
Tigerton é uma vila localizada no estado norte-americano de Wisconsin, no Condado de Shawano.

## Demografia
Segundo o censo norte-americano de 2000, a sua população era de 764 habitantes.
Em 2006, foi estimada uma população de 710, um decréscimo de 54 (-7.1%).

## Geografia
De acordo com o United States Census Bureau tem uma área de
3,8 km², dos quais 3,7 km² cobertos por terra e 0,1 km² cobertos por água. Tigerton localiza-se a aproximadamente 314 m acima do nível do mar.

## Localidades na vizinhança
O diagrama seguinte representa as localidades num raio de 16 km ao redor de Tigerton.